# Smiljan Dragan Kožul

Smiljan Dragan Kožul (Turčinovići kraj Širokog Brijega, 28. veljače 1942. – Varaždin, 2. listopada 2023.) bio je hrvatski katolički svećenik, franjevac, profesor, doktor crkvenih pravnih znanosti, crkveni sudac, karizmatik, egzorcist, osnivač Radija Marije i „Pokreta krunice za obraćenje i mir”. Pri Kongregaciji za kauze svetaca u Rimu vodio je postupak za proglašenje blaženim kardinala Alojzija Stepinca. 
Rodio se u mjestu Turčinovići kraj Širokog Brijega, 28. veljače 1942. godine. Osnovnu školu završio je u svom rodnom selu, a gimnaziju u Širokom Brijegu. Prvi razred gimnazije završio je u Širokom Brijegu, a ostale u Franjevačkoj klasičnoj gimnaziji u Zagrebu. Studirao je teologiju u Zagrebu i Salernu u Italiji. Kardinal Franjo Kuharić zaredio ga je za svećenika u zagrebačkoj katedrali 29. lipnja 1968. godine. Bio je profesor na Franjevačkom filozofskom učilištu na Trsatu i na Visokoj bogoslovnoj školi u Rijeci kroz šest semestara, od 1969. – 1972. gdje su mu među studentima bili i kasniji zagrebački i riječki nadbiskup (kardinal Josip Bozanić i nadbiskup Ivan Devčić).
Od 1972. do 1977. studira crkveno pravo na Papinskom sveučilištu Antonianum gdje postiže titulu doktora crkvenih pravnih nauka i gdje je od 1977. do 1988. bio profesor sakramentalnog prava. Objavio je opširnu knjigu na talijanskom jeziku o sakramentu ženidbe, pod naslovom “Evoluzione della dottrina circa l’essenza del matrimonio dal C.I.C. al Vaticano II.” (Evolucija doktrine o biti braka iz C.I.C. na II. vatikanskom saboru) Objavio je više članaka o sakramentalnom pravu u raznim časopisima. Godine 1977. papa Pavao VI. imenovao ga je braniteljem bračnog veza na Kongregaciji za sakramente, što je obnašao sve do povratka u Hrvatsku 1988. godine.
U vrijeme komunizma na talijanskom državnom radiju, fra Smiljan je bio punih 10 godina urednik emisije na hrvatskom jeziku, koja je informirala građane bivše Jugoslavije o kulturnom, političkom i religioznom životu.
Zajedno sa slugom Božjim o. Aleksom Benigarom, fra Dragan Kožul vodio je pri Kongregaciji za kauze svetaca postupak za proglašenje blaženim kardinala Alojzija Stepinca. 
Polovicom 1988. imenovan je za suca na drugomolbenom Nadbiskupskom ženidbenom sudu u Zagrebu i tu je službu obnašao do 1999. godine.
Pokrenuo je Pokret krunice za obraćenje i mir uz blagoslov kardinala Franje Kuharića i ostalih biskupa, a kojemu je pristupilo više od 100 tisuća ljudi. 
Glavni je inicijator i osnivač, ujedno i prvi predsjednik Udruge Radio Marije. Aktivno sudjeluje u programu Radio Marije od samog početka, a posebno kao voditelj emisije “Svećenik pravnik savjetuje“. Također je stalni suradnik i na Hrvatskom katoličkom radiju. 
Nakon susreta s jednim od najvećih svjetskih karizmatika, p. Rufusom Pereirom 1998. godine i na njegov nagovor i Smiljan Dragan Kožul uključio se u Katoličku karizmatsku obnovu i s vremenom postao jedan od najpoznatijih svećenika karizmatika u Hrvatskoj. Održao je na tisuće seminara duhovne obnove u Hrvatskoj i inozemstvu.
Bio je četiri i pol godine pomoćnik don Gabriela Amortha, vodećeg egzorcista u Rimu te je osam godina obnašao službu egzorcista u Zagrebačkoj nadbiskupiji. Obavio je stotinjak egzorcizama.
Fra Smiljan Kožul u rodnom gradu proslavio je zlatnu misu 2018. godine. Dugi niz godina djelovao je u crkvi Svetoga Križa u zagrebačkom Sigetu.